# (34807) 2001 SQ72
2001 SQ72 (asteroide 34807) é um asteroide da cintura principal. Possui uma excentricidade de 0.19361090 e uma inclinação de 25.47932º.
Este asteroide foi descoberto no dia 17 de setembro de 2001 por LINEAR em Socorro.